# مارثلون لندن 2020
ماراثون لندن 2020 كان العام الأربعين على التوالي لسباق ماراثون لندن، وأقيم في 4 أكتوبر 2020. بسبب جائحة كوفيد -19، تأجل السباق من 26 أبريل وسمح بمشاركة النخبة، وأُلغيت المشاركة الجماهيرية. استخدم الحدث مسارًا مختلفًا عن المعتاد، يتكون من لفات متعددة حول سانت جيمس بارك. فازالإثيوبي شورا كتاتا بسباق النخبة للرجال، وفازت الكينية بريجيت كوسجي بسباق النساء. وفاز الكندي برنت لاكاتوس بسباق الكراسي المتحركة للرجال، وفازت بسباق السيدات الهولندية نيكيتا دن بوجر.لندن 2020 في 26 أبريل، ولكن تأجل حتى 4 أكتوبر بسبب وباء كوفيد-19، لذا أُقيم للمرة الأولى في الخريف. في 6 أغسطس، تأكد أن الماراثون سيستمر سباقًا للنخبة فقط، مع إلغاء حدث المشاركة الجماهيرية. تنافس بين 30-40 رياضيًا على كل لقب. كانت هذه هي المرة الأولى التي يكون فيها ماراثون لندن حدثًا خاصًا بالنخبة فقط. بسبب وباء كوفيد-19، أُجري السباق من دون متفرجين، في بيئة آمنة بيولوجيًا. اختُبر جميع الرياضيين عدة مرات قبل السباق، وارتدوا أقنعة الوجه والتزموا التباعد الاجتماعي في غير وقت المنافسة. حمل جميع المنافسين والمنظمين أجهزة تنبيه لتلافي اقتراب الأشخاص.
نتيجة للحاجة إلى بيئة آمنة بيولوجيًا، لم يتبع السباق مساره التقليدي. تألف ماراثون لندن 2020 من 19 لفة بطول 2.15 كيلومتر حول سانت جيمس بارك، تليها 1,345 مترًا بامتداد المركز التجاري، بعد خط النهاية لمسار ماراثون لندن التقليدي. وقد أقيمت الدوائر في المركز التجاري، واستعراض هورس جاردنز، وبيردكيج ووك وقصر باكنغهام. أُغلقت المنطقة المحيطة بسانت جيمس بارك لمنع حضور المتفرجين. كانت الجوائز المالية أقل بمقدار النصف مقارنةً بالعام السابق. للمرة الأولى، مُنحت جائزة مالية منفصلة للرياضيين البريطانيين الذين حصلوا على المراكز الأولى في السباق. بلغت الجائزة 30,000 دولار أمريكي. المتنافسون البريطانيون الذين حققوا معيار التأهل للأولمبياد في ماراثون لندن 2020 سيحصلون على فرصة التأهل لدورة الألعاب الأولمبية الصيفية 2020 المتأخرة في طوكيو سنة 2021. كان من المقرر استخدام ماراثون لندن حدثًا تجريبيًا لتحديد التأهل لأولمبياد 2020.
تاجل مارثون لندن 2021 من أبريل حتى أكتوبر 2021، لتعظيم فرصة القدرة على تنظيم حدث المشاركة الجماعية.
اقيمت ثلاثة سباقات منفصله : الساعة 7:15 بتوقيت جرينتش، وحدث الرجال الساعة 10:15 بتوقيت جرينتش، وسباق الكراسي المتحركة الساعة 13:10 بتوقيت جرينتش. شاركت في سباق النساء بطلة عام 2019 وصاحبة الرقم القياسي بريجيت كوسجي، وبطلة 2018 فيفيان تبشيريو، إضافةً إلى روث تشيبنجتيتش، وروزا ديري، وفاليري جميلي أيابسي، وجميعهن حققن أرقامًا شخصية أقل من 2:20. كان من المقرر أن يتسابق الإثيوبي ديج يتو أزيمي راو، لكنه انسحب بعد أن ثبتت إصابته بكوفيد-19.